# بازی مجموع-صفر

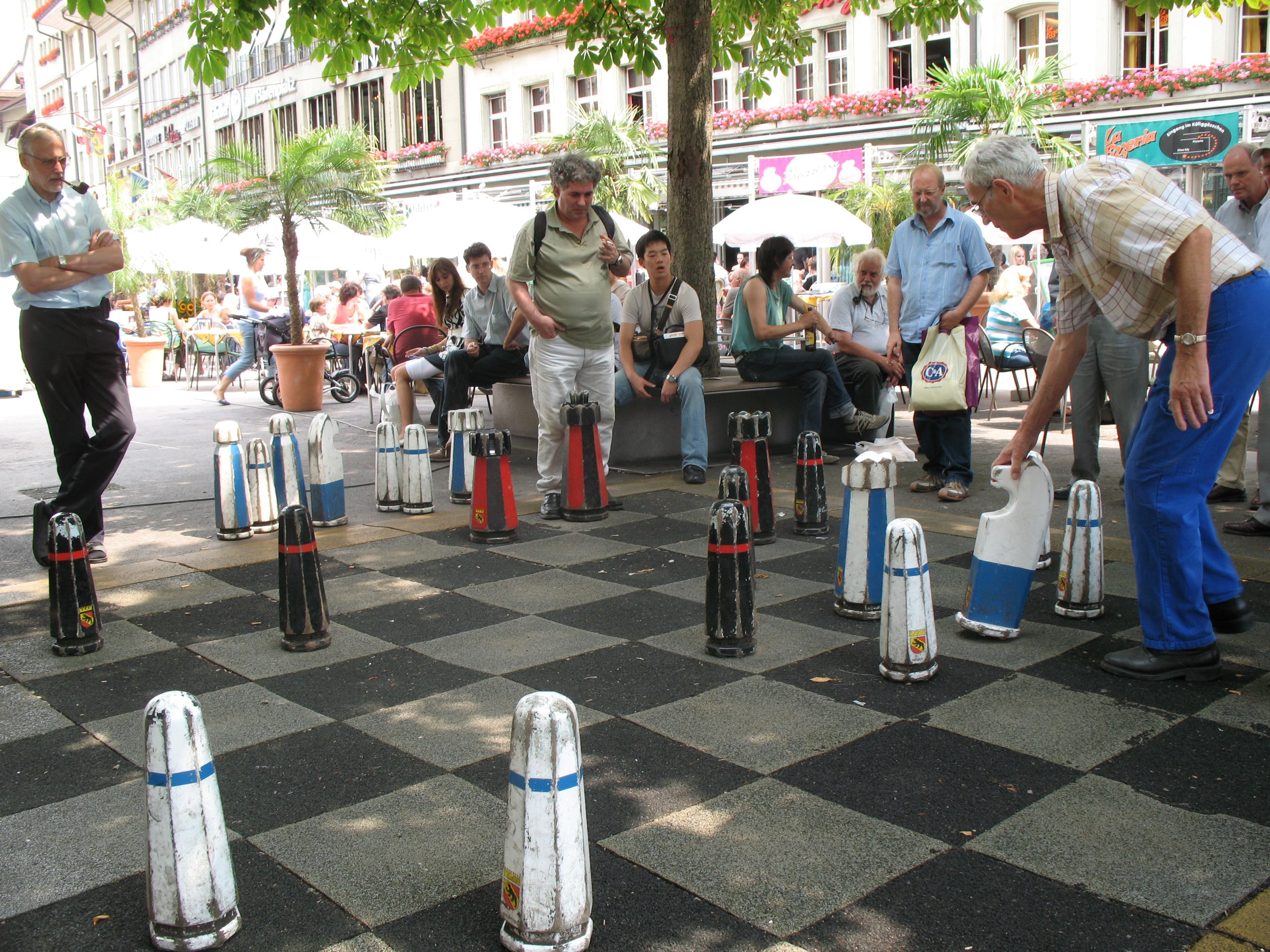
با هر حرکت آبی،قرمز باید بداند چگونه حرکت خود را در راستای حرکت بعدی آبی ، انجام دهد

در نظریه بازی و علم اقتصاد، یک بازی مجموع-صفر یا بازیِ حاصل‌ْصفر (به انگلیسی: Zero-sum game)، یک مدل ریاضی از وضعیتی است که سود یک طرف، دقیقاً برابر با زیان طرف مقابل است. اگر مجموع سودهای شرکت کننده‌ها با هم جمع شود و مجموع زیان‌ها از آن کم شود، حاصل برابر صفر خواهد بود. در نتیجه، بریدن یک کیک (که برداشتن یک قطعه بزرگتر مقدارِ کیک موجود برای بقیه را کم می‌کند) اگر همهٔ شرکت کننده‌ها ارزش مساوی برای هر واحد از کیک قائل باشند، یک بازی مجموع-صفر است (مطلوبیت نهایی را ببینید) در مقابل، مجموع-ناصفر وضعیتی را توصیف می‌کند که مجموع سودها و زیان‌های طرف‌های درگیر، کمتر یا بیشتر از صفر باشد. یک بازی مجموع-صفر، یک بازی به رقابتی اکید هم نامیده می‌شود؛ در حالی که بازی‌های مجموع-ناصفر می‌توانند رقابتی یا غیر رقابتی باشند. بازی‌های مجموع-صفر بیشتر مواقع با نظریه مینیماکس که رابطه تنگاتنگی با دوگانگی برنامه‌ریزی خطی یا تعادل نش دارد.

## تعریف
خاصیت مجموع صفر (اگر در یک بازی، فردی چیزی به دست آورد، دیگری چیزی از دست می‌دهد) به این معنی است که نتیجه هر موقعیت مجموع صفر، بهینه پارتو است؛ مفهوم کارایی یا بهینگی در یک سیستم اقتصادی، به وضعیت رفاهی حاصل از این سیستم اقتصادی اشاره دارد؛ به نحوی که تخصیص منابع در فرایندهای تولید و مصرف در این سیستم اقتصادی به گونه‌ای است که نمی‌توان هیچ‌نوع تخصیص مجددی از منابع را یافت به نحوی که وضعیت رفاهی حداقل یک نفر بهبود یابد، بدون اینکه وضعیت رفاهی فردی در سیستم اقتصادی بدتر شود. این مفهوم کارایی در نظریه اقتصاد رفاه به وضعیت بهینه پارتو موسوم است. به‌طور کلی، هر بازی ای که همهٔ استراتژی‌ها در آن بهینهٔ پارتو باشند، بازی کشمکشی نامیده می‌شود.
بازی‌های مجموع-صفر، مثال خاصی از بازی‌های مجموع-ثابت هستند. در بازی‌های مجموع-صفر، مجموع هر برآمد همیشه صفر است. چنین بازی‌هایی توزیعی هستند؛ نه یکپارچه. یعنی سهم کل که در ابتدای بازی وجود دارد (که اصطلاحاً به آن کیک می‌گویند) نمی‌تواند بزرگ شود.
موقعیت‌هایی که در آن همهٔ شرکت کنندگان می‌توانند با هم چیزی به دست آورند یا همه با هم می‌توانند چیزی از دست بدهند، بازی‌های مجموع-ناصفر نامیده می‌شوند؛ بنابراین، اگر کشوری که مقداری موز اضافی دارد با کشوری که مقداری سیب اضافی دارد وارد تجارت شود و هر دو از این مبادله سود کنند، در واقع در موقعیت مجموع-ناصفر هستند. بازی‌های مجموع-ناصفر دیگر، بازی‌هایی هستند که مجموع سودها و ضررها (مجموع چیزهایی که افراد به دست آورده‌اند و از دست داده‌اند) در برخی موارد زیادتر یا کمتر از سهم کل (یا کیکی) است که بازی با آن شروع شده‌است.

## راهکار
در یک بازی دونفره مجموع-صفر متناهی راه حل‌های متفاوت تعادل نش، مینیماکس و ماکسیمین راه حل یکسان به دست می‌دهند. در همه راه حل‌ها، بازیکنان بر اساس یک استراتژی ترکیبی بازی می‌کنند.

### مثال
ماتریس نتایج یک بازی، یک نمایش به درد بخور است. به عنوان مثال، بازی دونفره مجموع صفر نمایش داده شده را در نظر بگیرید.
ترتیب بازی به این شکل است: بازیکن اول (قرمز) یکی از دو حرکت ۱ یا ۲ را به صورت پنهانی انتخاب می‌کند. بازیکن دوم (آبی) بدون اطلاع از انتخاب بازیکن اول، یکی از سه حرکت A، B یا C را به صورت مخفیانه انتخاب می‌کند. سپس انتخاب‌ها فاش می‌شوند و مجموع امتیازات هرکدام از بازیکن‌ها بر اساس حرکت‌هایی که انتخاب کرده بودند امتیازاتشان تغییر می‌کند.
مثال: قرمز حرکت ۲ را انتخاب می‌کند و آبی حرکت B را انتخاب می‌کند. وقتی امتیازها اختصاص داده می‌شوند، قرمز ۲۰ امتیاز کسب می‌کند و آبی ۲۰ امتیاز  از دست می‌دهد.
در این مثال، هر دو بازیکن ماتریس نتایج را می‌دانند و تلاش می‌کنند امتیاز خود را بیشینه کنند. بازیکن‌ها باید چه کنند؟
قرمز می‌تواند این گونه استدلال کند: «با حرکت ۲، تا ۲۰ امتیاز از دست می‌دهم و فقط می‌توانم ۲۰ امتیاز بگیرم؛ در حالی که با حرکت ۱، فقط ۱۰ امتیاز ممکن است از دست بدهم ولی می‌توانم تا ۳۰ امتیاز به دست آورم. در نتیجه حرکت ۱ بهتر به نظر می‌رسد.» با استدلالی مشابه، آبی حرکت C را انتخاب خواهد کرد. اگر هر دو بازیکن این حرکت‌ها را انتخاب کنند، قرمز ۲۰ امتیاز کسب خواهد کرد. اما اگر آبی استدلال قرمز را پیش‌بینی کند که او حرکت ۱ را انتخاب می‌کند، خودش حرکت B را انتخاب خواهد کرد تا ۱۰ امتیاز کسب کند؟ یا اگر در عوض، قرمز این ترفند را پیش‌بینی کند حرکت ۲ را انتخاب می‌کند تا ۲۰ امتیاز کسب کند؟
امیل بورل و جان فون نویمان به این بینش اساسی معتقد بودند که احتمالات راهی برای برون رفت از این مسئله بغرنج به دست می‌دهد. دو بازیکن، به جای اتخاذ یک تصمیم قطعی برای انتخاب حرکت، احتمالی را به حرکت هایشان نسبت می‌دهند. سپس از یک ابزار تصادفی استفاده می‌کنند که با توجه به احتمالات نسبت داده شده یک حرکت برای آن‌ها انتخاب می‌کند. هر بازیکن، احتمالات را به منظور کمینه کردن بیشینه امید ریاضیِ از دست دادن امتیاز، به‌طور مستقل از استراتژی حریف محاسبه می‌کند. این روش، منجر به یک مسئله برنامه ریزی خطی با استراتژی‌های بهینه برای هر بازیکن می‌شود. این روش مینیماکس تقریباً می‌تواند برای هر بازی مجموع-صفر دونفره، استراتژی‌های بهینه را محاسبه کند.
برای مثال گفته شده در بالا، معلوم می‌شود که قرمز باید حرکت ۱ را با احتمال {\displaystyle {4 \over 7}} و حرکت ۲ را با احتمال {\displaystyle {3 \over 7}} انتخاب کند و آبی باید احتمالات صفر، {\displaystyle {4 \over 7}} و {\displaystyle {3 \over 7}} را به سه حرکت A، B و C نسبت دهد. با این روش، قرمز {\displaystyle {20 \over 7}} امتیازات را به‌طور میانگین در هر بازی از آن خود خواهد کرد.

### روش حل
تعادل نش برای یک بازی مجموع-صفر دونفره، با حل یک مسئله برنامه ریزی خطی به دست می‌آید. فرض کنید M ماتریس نتایج یک بازی مجموع-صفر است که در آن عنصر {\displaystyle M_{i,j}} نتیجه حاصل از حالتی است که بازیکن کمینه‌کننده از استراتژی {\displaystyle i} و بازیکن بیشینه‌کننده از استراتژی {\displaystyle j} استفاده کند (به عبارت دیگر بازیکنی که تلاش می‌کند نتیجه نهایی کمینه شود سطر را انتخاب می‌کند و بازیکنی که تلاش می‌کند نتیجه نهایی بیشینه شود ستون را انتخاب می‌کند) فرض کنید هر عنصر {\displaystyle M} مثبت باشد. بازی، حداقل یک تعادل نش دارد. تعادل نش با حل کردن برنامهٔ خطی زیر برای یافتن بردار {\displaystyle u} به دست می‌آید:
عبارت {\displaystyle \sum _{i}u_{i}} را با در نظر گرفتن محدودیت‌های {\displaystyle u>=0} و {\displaystyle Mu>=1} کمینه کنید.
محدودیت اول می‌گوید هر عنصر بردار {\displaystyle u} باید نامنفی باشد و محدودیت دوم می‌گوید هر عنصر بردار {\displaystyle Mu} باید حداقل {\displaystyle 1} باشد. برای بردار {\displaystyle u} حاصل معکوس مجموع عناصر آن ارزش بازی است. حاصل ضرب {\displaystyle u} در ارزش بازی، یک بردار احتمال به دست می‌دهد که شامل احتمال این است که بازیکن بیشینه‌کننده هر کدام از استراتژی‌های ممکن را برگزیند.
اگر در ماتریس بازی، همه عناصر مثبت نباشند، باید یک عدد ثابت به هر کدام از عناصر افزود؛ به طوری که آن قدر بزرگ باشد که همه عناصر مثبت شوند. این کار ارزش بازی را به اندازه آن مقدار ثابت افزایش خواهد داد و تأثیری روی استراتژی‌های ترکیبی تعادل نخواهد داشت. استراتژی ترکیبی تعادل برای بازیکن کمینه‌کننده را با حل دوگان برنامهٔ خطی داده شده می‌توان یافت. یا می‌توان از روش بالا استفاده کرد و با حل ماتریس نتایجِ اصلاح شده (ترانهاده و منفی کردن ماتریس {\displaystyle M} و افزودن یک عدد ثابت برای مثبت کردن مقادیر) یک بازی جدید به دست آورد و آن را حل کرد.
اگر همهٔ جواب‌های برنامهٔ خطی پیدا شوند، شامل همه تعادل‌های نش برای بازی خواهند بود. بالعکس، هر برنامهٔ خطی می‌تواند با استفاده از تغییر متغیری که فرمِ آن را شبیه معادلات بالا کند، تبدیل به یک بازی مجموع-صفر دونفره کرد. در نتیجه چنین بازی‌هایی به‌طور کلی معادل برنامه‌های خطی هستند.

## مجموع-ناصفر

### اقتصاد
بسیاری از موقعیت‌های اقتصادی مجموع غیر صفر هستند. به این دلیل که کالاهای ارزشمند و خدمات می‌توانند تولید شوند، نابود شوند یا به نحو نامناسبی تخصیص یابند و همهٔ این موارد سود یا ضرری به تعداد زیادی سرمایه‌گذار وارد می‌کند. مخصوصاً اینکه تجارت، با سود مثبت تعریف می‌شود؛ زیرا هنگامی که دو طرف وارد معامله می‌شوند هر کدام باید این موضوع را در نظر بگیرند که کالایی که دریافت می‌کنند باید ارزشمندتر از کالایی که از دست می‌دهند باشد.
در واقع همهٔ معاملات اقتصادی باید به هر دو طرف معامله به حدی سود برساند که از هزینه تراکنش بیشتر باشد یا اینکه اصلاً تراکنشی صورت نگیرد یا انجام معامله، هزینه‌ای مانند انتقال کالاها نداشته باشد.
برخی اوقات یک درک غلط دربارهٔ معاملاتی که با اجبار انجام می‌شوند وجود دارد. اگر فرض کنیم که معاملهٔ X، که در آن آدام کالای A را با برایان در ازای کالای B معامله می‌کند، به اندازهٔ کافی به آدام سود نرساند، آدام از انجام معامله صرف نظر می‌کند (و کالای خود را با چیز دیگری که سود بیشتری دارد معامله می‌کند یا آن را پیش خود نگه می‌دارد)
اما اگر برایان از زور استفاده کند تا آدام را مجبور به معامله کند، معاملهٔ اخیر هیچ ربطی به معامله X ندارد. معاملهٔ X دارای مجموع مثبت نبوده و نیست (در واقع، این معامله‌ای که اتفاق نمی‌افتد، ممکن است مجموع-صفر باشد در حالتی که سود خالص برایان به صورت اتفاقی برابر ضرر خالص آدام باشد)
چیزی که در واقع اتفاق می‌افتد، این hست که یک معاملهٔ جدید مطرح شده‌است. معاملهٔ Y که در آن آدام، کالای A را با دو چیز مبادله می‌کند؛ کالای B و فرار از مجازاتی که از جانب برایان او را تهدید می‌کند.
معاملهٔ Y، مجموع-مثبت است، زیرا آدام این گزینه را داشت که معاملهٔ Y را نپذیرد (البته در این مرحله، نپذیرفتن این معامله، گزینهٔ بدتری نسبت به پذیرفتن آن است) اما او به این نتیجه رسیده است که اگر حداقل به صورت موقت، این معاملهٔ اجباری را بپذیرد، موقعیت بهتری را نسبت به حالتی که این معامله را نپذیرد خواهد داشت. در زیر اجبار، طرفی از معامله که مورد اجبار قرار گرفته‌است، همچنان بهترین کاری که می‌تواند را انجام می‌دهد و هر مبادله‌ای که طرفین معامله انجام دهند، مجموع مثبت است.
با داشتن اطلاعات نامتقارن اشتباهات دیگری نیز رخ می‌دهد. بسیاری از تئوری‌های اقتصادی، حالت اطلاعات کامل را در نظر می‌گیرند. یعنی برای مبادله، فردی که مبادله می‌کند، تمام اطلاعات لازم که در مبادله اثرگذار هستند را در اختیار دارد. اما در عمل اینگونه نیست، طرفین مبادله، با داشتن اطلاعات ناقص یا حتی نداشتن اطلاعات، همیشه می‌توانند از انجام مبادلاتی که به نظرشان بهترین مبادله نیست خودداری کنند. همچنین با درنظرگرفتن هزینه‌های جانبی مبادلات، در عمل هیچ‌گاه مبادلهٔ مجموع-صفر رخ نمی‌دهد. هرچند اطلاعات نامتقارن می‌توانند تعداد مبادلات مجموع مثبت را کاهش دهند. همانگونه که در بازار لیمو (عنوان یک مقاله) چنین اتفاقی رخ می‌دهد.
همچنین ببینید:
- مزیت نسبی
- تجارت آزاد

### روانشناسی
رایج‌ترین و ساده‌ترین مثال در زمینهٔ روان‌شناسی اجتماعی، مفهوم تله‌های اجتماعی است. برخی اوقات، افراد با دنبال کردن منافع شخصی خود، رفاه شخصیشان را افزایش می‌دهند. اما این اعمال در مورد منافع دیگران، رفتاری مخرب محسوب می‌گردد؛ یعنی در واقع با افزایش رفاه یک شخص، رفاه فرد دیگر کم می‌شود.

### پیچیدگی
رابرت رایت در کتاب Nonzero:_The_Logic_of_Human_Destiny این تئوری را مطرح کرده که هر چه یک جامعه پیچیدگی و مهارت بیشتری داشته باشد و استقلال جامعه کم شود (یعنی برای تأمین نیازهای خود، با دیگران به تجارت بپردازد و صرفاً متکی به خود نباشد)، بیشتر به سمت مجموع مثبت پیش می‌رود. در واقع این تئوری بیان می‌کند که مهارت، پیچیدگی و تجارت، باعث افزایش سطح رفاه جامعه می‌شود.

## بسط و تعمیم
در سال ۱۹۹۴، جان فون نویمان و اسکار مورگنشترن ثابت کردند که هر بازی مجموع-صفر با n بازیکن، حالت کلی تر یک بازی مجموع-صفر با ۲ بازیکن است و همچنین هر بازی مجموع-ناصفر برای n بازیکن می‌تواند به یک بازی مجموع-صفر برای n+1 بازیکن تبدیل شود.

## اشتباهات مفهومی
بازی‌های مجموع-صفر و راه حل‌های آن‌ها معمولاً توسط کارشناسان نظریه بازی‌ها اشتباه برداشت می‌شود. اکثر این اشتباهات نیز با توجه به مفاهیمی مانند استقلال و رفتار عقلایی بازیکنان رخ می‌دهند. همچنین کلمهٔ بازی به این معنی نیست که مدل ارائه شده فقط برای بازی‌های تفریحی مورد استفاده قرار می‌گیرد.

## مطالعه بیشتر
- Misstating the Concept of Zero-Sum Games within the Context of Professional Sports Trading Strategies, series Pardon the Interruption (2010-09-23) ESPN, created by Tony Kornheiser and Michael Wilbon, performance by Bill Simmons
- Handbook of Game Theory - volume 2, chapter Zero-sum two-person games, (1994) الزویر Amsterdam, by Raghavan, T. E. S. , Edited by Aumann and Hart, pages=735–759, isbn=0-444-89427-6
- Power:Its Forms, Bases and Uses (1997) Transaction Publishers, by Dennis Wrong